# Nana Mizuki Live Rainbow at Budokan
Albums de Nana Mizuki
Nana Clips 2
(2004) Nana Clips 3
(2006)
Nana Mizuki Live Rainbow at Budokan est la 5e vidéo musicale de la chanteuse et seiyū japonaise Nana Mizuki.

## Présentation
La vidéo sort au format DVD le 6 avril 2005 sous le label King Records. Le DVD atteint la 17e place du classement de l'Oricon et reste classé pendant deux semaines.
Le 1er DVD contient le concert Nana Mizuki Live Rainbow at Budokan filmé le 2 janvier 2005 au Nippon Budokan. Il contient 28 pistes dont 10 issues de son 4e album Alive & Kicking, 3 chansons, JET PARK, still in the groove et New Sensation viennent de son 3e album DREAM SKiPPER, Brilliant Star, POWER GATE, PROTECTION et Ano Hi Yumemita Negai viennent de son 2e album Magic Attraction, The place of happiness et TRANSMIGRATION viennent de son 1er album Supersonic Girl; et enfin,  Anone ~Mamimume☆Mogacho~  et  Omoi ~a cappella~  sont issues de son premier single Omoi tandis que Open Your Heart vient de son dixième single Innocent Starter. Le deuxième DVD intitulé NANA MIZUKI LIVE SPARKLE 2004 ~summer~ TOUR DOCUMENT, contient une sélection de chansons venant de sa tournée d'été en 2004.

## Liste des titres
| 1.  | Opening (OPENING)                                      |  |
| 2.  | Jet Park (JET PARK)                                    |  |
| 3.  | Still in the Groove                                    |  |
| 4.  | Fake Angel (FAKE ANGEL)                                |  |
| 5.  | New Sensation                                          |  |
| 6.  | MC1                                                    |  |
| 7.  | The Place of Happiness                                 |  |
| 8.  | Daisuki Kimi e (大好きな君へ)                          |  |
| 9.  | Panorama (パノラマ -Panorama-)                         |  |
| 10. | Jump! (JUMP!)                                          |  |
| 11. | MC2                                                    |  |
| 12. | Anone ~Mamimume☆Mogacho~ (アノネ～まみむめ☆もがちょ～) |  |
| 13. | Open Your Heart                                        |  |
| 14. | Innocent Starter                                       |  |
| 15. | Tears' Night                                           |  |
| 16. | Independent Love Song                                  |  |
| 17. | Brilliant Star                                         |  |
| 18. | It's in the bag                                        |  |
| 19. | Take a Shot                                            |  |
| 20. | Power Gate (POWER GATE)                                |  |
| 21. | Transmigration (TRANSMIGRATION)                        |  |
| 22. | MC3                                                    |  |
| 23. | Ano Hi Yumemita Negai (あの日夢見た願い)               |  |
| 24. | Protection (PROTECTION)                                |  |
| 25. | MC4 (encore)                                           |  |
| 26. | Miracle☆Flight (ミラクル☆フライト)                     |  |
| 27. | MC5 Omoi ~a cappella~ (想い ~a cappella~)              |  |
| 28. | End Roll                                               |  |

| 1.  | Rehearsal                                                                  |  |
| 2.  | Suddenly ~Meguriaete~ (suddenly ～巡り合えて～)                            |  |
| 3.  | Love's Wonderland                                                          |  |
| 4.  | Suichuu no Aozora～Himawari (水中の青空～ひまわり)                         |  |
| 5.  | Climb up                                                                   |  |
| 6.  | Sore Demo Kimi wo Omoidesu Kara -again- (それでも君を想い出すから -again-) |  |
| 7.  | Private Emotion～New Frontier                                              |  |
| 8.  | In a fix                                                                   |  |
| 9.  | Panorama (パノラマ -Panorama-)                                             |  |
| 10. | Heartbeat                                                                  |  |
| 11. | Cherish                                                                    |  |
| 12. | What Cheer?                                                                |  |
| 13. | Road to Budokan (ROAD TO BUDOKAN)                                          |  |